# Mikkel Kaufmann
Pour les articles homonymes, voir Kaufmann.
Mikkel Kaufmann, né le 3 janvier 2001 à Hjørring au Danemark, est un footballeur danois qui évolue au poste d'avant-centre au FC Heidenheim.

## Biographie

### Aalborg BK
Né à Hjørring au Danemark, Mikkel Kaufmann est formé par le club local du Hjørring IF avant de poursuivre sa formation à l'Aalborg BK, qu'il rejoint en juillet 2015. Kaufmann fait ses débuts professionnels à l'âge de 17 ans, le 6 août 2018, face au Vendsyssel FF, en championnat.
En fin d'année 2019, il s'illustre en étant l'auteur de deux doublés en championnat, sur la pelouse de SønderjyskE, puis sur le terrain du Randers FC.

### FC Copenhague
Le 24 janvier 2020, lors du mercato hivernal, il signe au FC Copenhague. Le transfert est dans un premier temps prévu pour l'été 2020, mais le club décide finalement de le faire venir immédiatement. 
Il joue son premier match sous ses nouvelles couleurs le 14 février 2020, lors d'une défaite en championnat face à l'Esbjerg fB (1-0). Le 7 juin 2020, il inscrit son premier but sous ses nouvelles couleurs, en ouvrant le score face au Randers FC, en championnat. Son équipe s'impose par deux buts à un ce jour-là.
Cette même saison, il participe à la phase finale de la Ligue Europa. Son équipe s'impose lors des seizièmes de finale face au Celtic Glasgow.

### Hambourg SV
Le 9 juillet 2021, Mikkel Kaufmann est prêté au Hambourg SV par le FC Copenhague pour une saison avec option d'achat. Bien qu'il soit régulièrement utilisé, Kaufmann ne compte aucune titularisation à la mi-saison et aucun but marqué. Ce manque de temps de jeu provoque des rumeurs concernant un éventuel retour à Copenhague. Il reste finalement au HSV mais joue toujours très peu. Il est par ailleurs sanctionné en mars 2022 en étant écarté du groupe après deux retards à l'entraînement. De retour dans le groupe, le jeune attaquant de 21 ans marque finalement son premier but pour Hambourg le 30 avril 2022, lors d'un match de championnat face au FC Ingolstadt 04. Servi par Josha Vagnoman, il participe à la large victoire de son équipe ce jour-là (0-4),. Sa fin de saison est plus positive mais le Hambourg SV souhaite lever l'option d'achat de son prêt uniquement si le prix initial est moins élevé.

### Karlsruher SC
N'entrant toujours pas dans les plans de Jess Thorup au FC Copenhague après son passage au Hambourg SV, Mikkel Kaufmann est de nouveau prêté en deuxième division allemande, cette fois au Karlsruher SC. Le transfert est annoncé le 22 juin 2022,.
Kaufmann inscrit son premier but pour le Karlsruher SC le 24 juillet 2022, contre le 1. FC Magdebourg en championnat. Entré en jeu, il ne peut éviter la défaite de son équipe malgré son but (2-3 score final). Le 10 février 2023, l'attaquant danois donne la victoire à son équipe contre le SpVgg Greuther Fürth, en championnat. Titulaire, il marque le but vainqueur alors que les deux équipes se neutralisaient jusque là (2-1 score final),.

### Union Berlin
Lors de l'été 2023, Mikkel Kaufmann rejoint le Union Berlin. Le transfert est annoncé dès le 12 juin 2023.
Kaufmann inscrit son premier et unique but pour le Union Berlin le 9 décembre 2023, lors d'une rencontre de Bundesliga face au Borussia Mönchengladbach. Entré en jeu, il participe à la victoire de son équipe par trois buts à un.

### FC Heidenheim
Le 28 juin 2024, Mikkel Kaufmann s'engage en faveur du FC Heidenheim, poursuivant son aventure en Bundesliga. Il signe un contrat courant jusqu'en juin 2028.

### En sélection nationale
Mikkel Kaufmann est sélectionné avec l'équipe du Danemark des moins de 17 ans pour participer au championnat d'Europe des moins de 17 ans en 2018, qui se déroule en Angleterre. Il joue deux matchs lors de ce tournoi, que les jeunes danois terminent dès la phase de groupe, se classant dernier de leur groupe, avec trois défaites en trois rencontres.
Avec l'équipe du Danemark des moins de 19 ans, il se met en évidence en inscrivant un doublé face à la Grèce, le 20 mars 2019. Ce match nul (2-2) rentre dans le cadre des éliminatoires du championnat d'Europe des moins de 19 ans 2019.

## Statistiques
| Saison                | Club                  | Championnat           | Championnat | Championnat | Coupe(s) nationale(s) | Coupe(s) nationale(s) | Compétition(s) continentale(s) | Compétition(s) continentale(s) | Compétition(s) continentale(s) | Total | Total |
| Saison                | Club                  | Division              | M.          | B.          | M.                    | B.                    | Comp.                          | M.                             | B.                             | M.    | B.    |
| 2018-2019             | Aalborg BK            | Superligaen           | 7           | 1           | 1                     | 0                     | -                              | -                              | -                              | 8     | 1     |
| 2019-2020             | Aalborg BK            | Superligaen           | 17          | 7           | 2                     | 0                     | -                              | -                              | -                              | 19    | 7     |
| Sous-total            | Sous-total            | Sous-total            | 24          | 8           | 3                     | 0                     | -                              | 0                              | 0                              | 27    | 8     |
| 2019-2020             | FC Copenhague         | Superligaen           | 15          | 1           | -                     | -                     | C3                             | 5                              | 0                              | 20    | 1     |
| 2020-2021             | FC Copenhague         | Superligaen           | 15          | 1           | 1                     | 0                     | C3                             | 2                              | 0                              | 18    | 1     |
| Sous-total            | Sous-total            | Sous-total            | 30          | 2           | 1                     | 0                     | -                              | 7                              | 0                              | 38    | 2     |
| 2021-2022             | Hambourg SV (prêt)    | 2. Bundesliga         | 26+2        | 2+0         | 4                     | 0                     | -                              | -                              | -                              | 32    | 2     |
| 2022-2023             | Karlsruher SC (prêt)  | 2. Bundesliga         | 30          | 10          | 2                     | 0                     | -                              | -                              | -                              | 32    | 10    |
| 2023-2024             | Union Berlin          | Bundesliga            | 18          | 1           | 1                     | 0                     | C1                             | -                              | -                              | 19    | 1     |
| 2024-2025             | FC Heidenheim         | Bundesliga            | 9           | 0           | 2                     | 0                     | C4                             | 6                              | 0                              | 17    | 0     |
| 2024-2025             | Karlsruher SC         | 2. Bundesliga         | 2           | 1           | -                     | -                     | -                              | -                              | -                              | 2     | 1     |
| Total sur la carrière | Total sur la carrière | Total sur la carrière | 141         | 24          | 13                    | 0                     | -                              | 13                             | 0                              | 167   | 24    |